# Robson Nascimento
 Robson Nascimento é um cantor de gospel e R&B brasileiro.

## Biografia
Robson Nascimento nasceu em uma família religiosa ligada a música. Sua mãe, Léa Gomes, é pianista  e professora do Conservatório Musical Franz Liszt em São Paulo e seu pai, Pedro do Nascimento, era ligado ao samba de raiz. 
Robson Nascimento cresceu ouvindo soul music e se converteu ao protestantismo na Igreja Pedra Viva, em São Paulo.
Seu primeiro sucesso foi o dueto com Aline Barros, "Sonda-me (Salmo 139)", gravado ao vivo e publicado em 1997 na coleção "Comunhão e Adoração II". Nessa época formou com alunos do conservatório da mãe - da qual era professor - o coral Just Sing Choir e gravou os CDs "Ele Virá" e "Tome a Decisão". Após receber um convite da equipe de Fábio Jr., acompanhou seu trabalho como backing vocal. Em seguidda continuou essa trajetória na banda de Chitãozinho & Xororó.
Em 2003 resolveu se dedicar exclusivamente ao trabalho no meio evangélico como músico e produtor. Além de uma coleção de sucessos, lançou em 2005 seu primeiro trabalho solo - "Tudo o que Soul". Contratado pela gravadora Line Records, recebeu  em 2006 uma indicação ao  Grammy Latino pelo melhor CD de música gospel em língua portuguesa.
Robson Nascimento também foi pastor na Igreja Novo Tempo e em 2007 tornou-se pastor à frente da Igreja Deus é Bom e voltou com a música à produção totalmente independente. Em 2008, Robson Nascimento lançou o CD "Falando Dele", o DVD "Jeremias 42" e em 2009 o CD ao vivo "Rumo à Igreja Primitiva" (Robson Nascimento & Igreja Deus é Bom).
Em 2022, lançou o álbum de samba-rock Rock Samba Santo.

## Vida pessoal
Robson Nascimento tem dois irmãos que também seguiram carreira musical: Mara Nascimento é cantora de jazz, MPB e soul, Rodney Nascimento baterista de samba-rock, soul e jazz.

## Discografia
- Rock Samba Santo (MV Music) - 2022
- Fortaleza Minha (Sony Music) - 2014
- Pentecostal (Robson Nascimento & Igreja Deus é Bom) - 2012
- Rumo à Igreja Primitiva (Robson Nascimento & Igreja Deus é Bom) - 2009
- Jeremias 42 (DVD) - 2008
- Falando dEle - 2008
- Tudo o que Soul - 2005 (Line Records)
- O Melhor de Robson Nascimento - 2005 (Aliança Produções)
- Tome a Decisão (Robson Nascimento & Just Sing Choir) - 2002
- Ele Virá (Robson Nascimento & Just Sing Choir) - 1999